# کلیسای مسیح (فیلادلفیا)
کلیسای مسیح یک کلیسای اسقفی در محله شهر قدیمی فیلادلفیا است. این کلیسا که در سال ۱۶۹۵ به عنوان یکی از کلیساهای کلیسای انگلستان تأسیس شد و نقش مهمی در تأسیس کلیسای اسقفی پروتستان در ایالات متحده داشت. در سال ۱۷۸۵، رئیس آن ویلیام وایت اولین اسقف رئیس کلیسای اسقفی شد.
از سال ۱۷۵۴ تا ۱۸۱۰، کلیسا ۱۹۶-فوت (۶۰-متر) برج و برج بلندترین سازه در سیزده مستعمره و بعدها بلندترین سازه در ایالات متحده بود.

## تاریخ

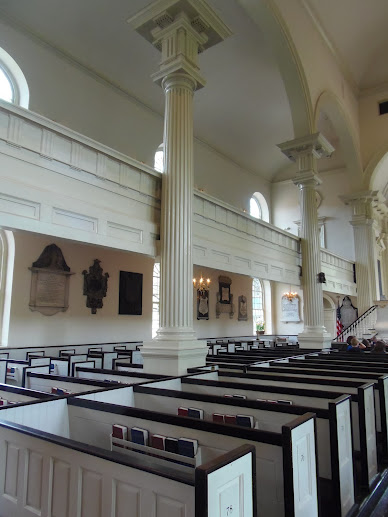
نمای داخلی کلیسا در سال ۲۰۱۲

کلیسای مسیح در سال ۱۶۹۵ توسط اعضای کلیسای انگلستان تأسیس شد که تا سال بعد یک کلیسای چوبی کوچک در این مکان ساختند. در سال ۱۷۰۰ ایوان ایوانز از ولز سفر کرد تا رئیس آنها شود.
هنگامی که جماعت از ساختمان اصلی بیست سال پس از ساخت آن بزرگتر شد، تصمیم گرفتند کلیسای جدیدی بنا کنند، مجلل‌ترین کلیسای مستعمرات بدنه اصلی کلیسا بین سال‌های ۱۷۲۸ تا ۱۷۴۴ ساخته شد و در سال ۱۷۵۴ به آن اضافه شد و آن را به بلندترین ساختمان در ایالات متحده آمریکا در آینده با ۱۹۶ فوت (۶۰ متر) تبدیل کرد. کلیسای مسیح به عنوان یکی از زیباترین بناهای کشور در قرن هجدهم، یادبودی از صنایع دستی استعماری و نمونه‌ای زیبا از معماری جرجی در نظر گرفته می‌شود. با الگوبرداری از کار کریستوفر رن در لندن نمای متقارن و کلاسیک با پنجره‌های قوسی شکل و یک فضای داخلی ساده و در عین حال زیبا با ستون‌های فلوت دار و میله‌های چوبی دارد. اگرچه معمار کلیسا ناشناخته است، ساخت آن توسط جان کرسلی، یک پزشک که احتمالاً با جان هریسون، مسئول طراحی نیز بوده، نظارت داشته است. این کلیسا در سال ۱۷۷۷ توسط رابرت اسمیت بازسازی شد و فضای داخلی آن در سال ۱۸۸۳ توسط توماس اوستیک والتر تغییر یافت.
حوضچه تعمید که در آن ویلیام پن غسل تعمید داده شد هنوز در کلیسای مسیح استفاده می‌شود. در سال ۱۶۹۷ از کلیسای تمام مذهبی در کنار برج در لندن به فیلادلفیا فرستاده شد. یک قلم غسل تعمید و میز عشای ربانی توسط جاناتان گوستلو، کابینت‌ساز فیلادلفیا، که در دهه ۱۷۹۰ در قفسه خانه خدمت می‌کرد، ساخته شد.
جمعیت کلیسای مسیح شامل ۱۵ امضاکننده اعلامیه استقلال بود. رهبران جنگ انقلابی آمریکا که در کلیسای مسیح شرکت کردند عبارتند از جورج واشینگتن، رابرت موریس، بنجامین فرانکلین و بتسی راس (پس از اینکه او را از خانه جلسه کواکر که به دلیل ازدواج با جان راس، پسر دستیار رئیس در کلیسای کریستس به آن تعلق داشت، خوانده شد). پلاک‌های برنجی جایگاه‌هایی را که این افراد زمانی می‌نشستند، نشان می‌دهند. در تشکیل نخستین کنگره قاره‌ای در سپتامبر ۱۷۷۴ رئیس ژاکوب دوش به تالار نجار احضار شد تا نماز افتتاحیه را رهبری کند. در طول جنگ، کشیش ویلیام وایت (۱۷۴۸–۱۸۳۶)، پیشوای کلیسای مسیح، به عنوان کشیش هم در کنگره قاره و هم در مجلس سنای ایالات متحده خدمت کرد.
در سپتامبر ۱۷۸۵ نمایندگان روحانی و غیرروحانی از چندین ایالت در کلیسای مسیح گرد هم آمدند و به عنوان یک همایش عمومی سازماندهی کردند که وایت به عنوان رئیس‌جمهور انتخاب شد. او پیش‌نویس قانون اساسی کلیسا و همچنین خطابی به اسقف اعظم و اسقف‌های کلیسای انگلستان تهیه کرد و از آنها درخواست اسقف‌نشینی کرد. وایت همچنین تا حد زیادی مسئول عبادت و دفاتر اولین کتاب نمازنامه عام آمریکایی (منتشر شده در سال ۱۷۸۹) بود که قرار بود به مقامات کلیسای انگلستان ارسال شود. در گردهمایی اسقف‌نشین پنسیلوانیا در سال ۱۷۸۶ او به عنوان اولین اسقف آن انتخاب شد و به همراه دکتر ساموئل پرووست از نیویورک به انگلستان رفت و به دنبال تقدیس بود. پس از تصویب قانون توانمندسازی ویژه توسط پارلمان، وایت و پروووست در اوایل سال ۱۷۸۷ توسط اسقف اعظم کانتربری و یورک تقدیس شدند. اسقف وایت یکشنبه عید پاک به فیلادلفیا بازگشت. در سال ۱۷۸۹ تحت هدایت وایت اولین جلسه خانه اسقف‌ها در کلیسای مسیح برگزار شد، که اولین کنوانسیون عمومی واقعی کلیسای اسقفی در ایالات متحده آمریکا را رقم زد. وایت اولین اسقف اسقفی پنسیلوانیا بود و چندین دهه به جماعت کلیسای مسیح و کلیسای سنت پیتر خدمت کرد. سفید در کلیسا به خاک سپرده شده است.
کلیسای مسیح یک نقطه عطف تاریخی ملی و یک مکان تاریخی منحصر به فرد است که به عملکرد اصلی خود به عنوان کلیسای اسقفی ادامه می‌دهد. سالانه بیش از ۲۵۰۰۰۰ گردشگر از این کلیسا دیدن می‌کنند.

## تشییع جنازه‌های مهم
چندین نفر از افراد برجسته در کلیسا و حیاط مجاور آن دفن شده‌اند، از جمله:
- جیکوب بروم (۱۷۵۲–۱۸۱۰)، امضاکننده قانون اساسی ایالات متحده از دلاور[۷]
- پیرس باتلر (۱۷۴۴–۱۸۲۲)، امضاکننده قانون اساسی ایالات متحده از کارولینای جنوبی
- الیزابت گریم فرگوسن (۱۷۳۹–۱۸۰۱)، شاعر، نویسنده اولیه آمریکایی[۷]
- جان فوربس (۱۷۱۰–۱۷۵۹)، فرمانده بریتانیایی در طول جنگ فرانسه و هند، که فورت دوکسن را به تصرف خود درآورد، از مدافعان بومیان آمریکا بود و شهر پیتسبورگ را نامید.[۷]
- اندرو همیلتون (۱۶۷۶–۱۷۴۱)، وکیل معروف به «وکیل فیلادلفیا»[۷]
- چارلز لی (۱۷۳۱–۱۷۸۲)، سرلشکر قاره ای جنگ انقلابی[۸]
- رابرت موریس (۱۷۳۴–۱۸۰۶)، امضاکننده اعلامیه استقلال ایالات متحده، اصول کنفدراسیون و قانون اساسی ایالات متحده[۷]
- جان پن (۱۷۲۹–۱۷۹۵)، فرماندار و مالک ایالت پنسیلوانیا
- جیمز ویلسون (۱۷۴۲–۱۷۹۸)، امضاکننده اعلامیه استقلال ایالات متحده و قانون اساسی ایالات متحده؛[۷] دستیار قاضی دیوان عالی ایالات متحده
- ویلیام وایت (۱۷۴۸–۱۸۳۶)، پیشوای کلیسای سنت پیتر و کلیسای مسیح، اولین اسقف اسقفی پنسیلوانیا، و اولین و چهارمین اسقف رئیس کلیسای اسقفی[۷]

بسیاری از افراد برجسته دیگر در نزدیکی محل دفن کلیسای مسیح از جمله بنجامین فرانکلین و چهار امضاکننده دیگر اعلامیه استقلال دفن شده‌اند.

## وقایع قابل توجه دیگر
جان اینگلیس در سپتامبر ۱۷۴۴ در اینجا غسل تعمید داده شد.